# Lenko Grčić
Lenko Grčić (Spalato, 26 marzo 1925 – Spalato, 10 agosto 1999) è stato un allenatore di calcio e calciatore jugoslavo, di ruolo difensore.

## Biografia
Nato a Spalato, fu compagno di squadra nell'Hajduk Spalato assieme a suo fratello minore Davor. 

## Palmarès

### Giocatore

#### Competizioni nazionali
- Campionato jugoslavo: 2

Hajduk Spalato: 1952, 1954-1955